# Submarin clasa Le Triomphant

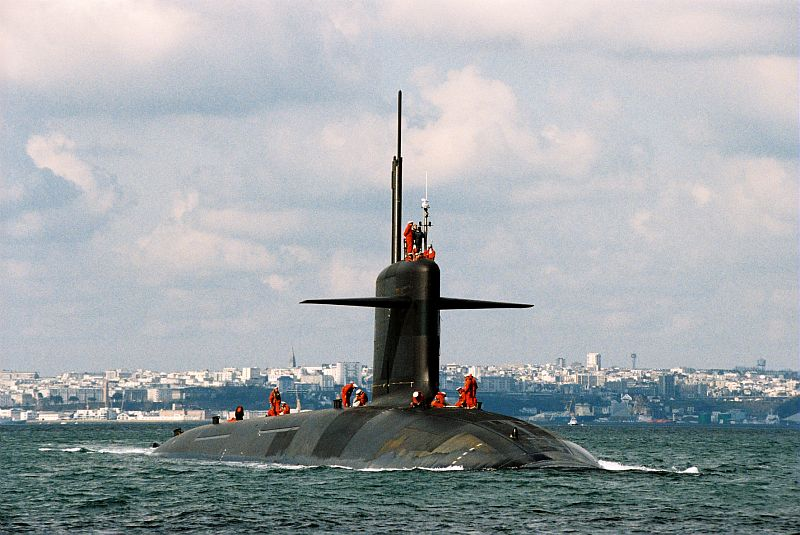
Submarinul Le Vigilant din clasa Le Triomphant

Clasa de submarine cu rachete strategice Le Triomphant a marinei nilitare franceze a fost proiectatü sa înlocuiască clasa Redoutable cu rolul de componenta marină (Force Océanique Stratégique) a forțelor de descurajare nucleară franceze force de frappe. Submarinele poartă câte 16 rachete balistice M45 cu capete de luptă nucleare multiple. Din 2010 vor purta noua generație de rachete strategice M51